# Left for Dead (película)
Left for Dead es una película de terror canadiense, la primera producida por Mindscape Films. El director Christopher Harrison la describió como "una película slasher de los '80" similar a la serie Halloween de John Carpenter.

## Sinopsis
Trata sobre un asesino que busca venganza en varios estudiantes de universidad que estuvieron involucrados en un accidente de Devil's Night.

## Elenco
- Danielle Harris como Nancy.
- Steve Byers como Tommy.
- Shawn Roberts como Clark.
- Robbie Amell como Blair.
- Boyd Banks como Michael Lymburner.
- Daniel Clark como Brady.
- Ahmed Dirani como Micah/The Mask.
- John Bregar como Freddy.
- Rebecca Davis como Tanya.
- Naomi Hewer como Kara.
- Lenka Matuska como Karen.
- JaNae Armogan como Shari.
- Emily Riley como Courtney.

## Producción
Left for Dead se filmó en Hamilton, Ontario en Canadá.

## Lanzamiento
La película se estrenó el 16 de octubre de 2009 en Alemania.